# Gabriel Rispal
Pour les articles homonymes, voir Rispal.
Ne doit pas être confondu avec Jules Rispal, autre sculpteur français.
Noël Jean Gabriel Rispal, né le 17 mai 1892 à Bordeaux et mort le 3 novembre 1970 à Châtillon, est un sculpteur français.

## Biographie
Gabriel Rispal naît à Bordeaux le 17 mai 1892. Son père, Jean-Albert Rispal est sculpteur rue de Patay dans cette ville et sa mère, Jeanne-Françoise Gouritin, est piqueuse de bottine. Il apprend la sculpture dans l’atelier de son père puis, en 1907,  entre à l’École des beaux-arts de Bordeaux dans l’atelier de Gaston Veuvenot Leroux. En 1921, il est boursier de la ville de Bordeaux , puis part  à l'École des beaux-arts de Paris où il est l'élève de Jean Boucher.
En 1922, il est quatrième au Grand Prix de Rome. En 1934, il reçoit le prix Blumenthal pour la rigueur de son travail. Les sujets de ses sculptures sont surtout des personnages historiques et religieux.
En 1930, il s’installe à Châtillon-sur-Seine. A l’Exposition universelle de 1937, il présente un haut-relief en staff patiné Figure décorative et une statue en noyer de Sainte-Anne. 
Il fonde en 1938 le Syndicat des sculpteurs. Il est également à l’origine du  « 1% des commandes publiques ». Cette mesure, autrement dite le « 1% artistique », vise à améliorer la protection sociale des artistes et à promouvoir leur travail dans le domaine public. La mesure s'applique, lors de la réalisation de tout projet de construction de bâtiments publics, avec l'obligation de destiner une somme d'argent à la réalisation d’œuvres d’art attachées à ce projet (décret de 2002).
Il s’occupe également d’œuvres philanthropiques comme la Croix-Rouge.
Il meurt le 3 novembre 1970 à Châtillon dans les Hauts-de-Seine.

## Œuvres
Parmi les œuvres de Gabriel Rispal, se trouve  le monument national  à la gloire de la gendarmerie, inauguré en 1941 à Versailles.
Dans  l’église Sainte-Agnès de Maisons-Alfort, Rispal est l'auteur de plusieurs sculptures : une statue monumentale de Sainte Agnès, en pierre de Chauvigny, haute de 4 mètres, surplombant le porche d’entrée, d'autres de la Vierge à l’enfant, de Saint Joseph en tenue de charpentier, et en bronze, le Christ surmontant le maître-autel. Certaines de ces statues ont servi de modèle dans des édifices ultérieurs, comme à Saint-Vincent-de-Tyrosse dans les Landes et à Rio de Janeiro (Brésil). Il est aussi l’auteur d’une statue de la Vierge sur la place de l’église à Saint-Vincent-de-Tyrosse. 
Il a  réalisé des sculptures aujourd'hui visibles dans des lieux publics  :  
- Bas-relief en bronze à l’impératrice  Eugénie à Biarritz, contre le mur des jardins du palais, face à la mer, inauguré en août 1930[5];
- Monument à Montesquieu, philosophe  inauguré à La Brède le 31 juillet 1938[6];
- Statue de Pierre Corneille face au Panthéon de Paris, à gauche : Rispal réalise une statue en pierre pour remplacer celle en bronze envoyée à la fonte pendant l’ Occupation. Elle est inaugurée en 1950[7].